# Guglielmo Cerno
Guglielmo Cerno, conosciuto anche come Viljem Černo (Lusevera, 24 luglio 1937 – Lusevera, 22 luglio 2017), è stato un saggista, poeta ed etnografo italiano della minoranza slovena.
Cerno è considerato uno dei protagonisti della vita culturale, associativa e politica degli sloveni in Italia, specificatamente della Slavia friulana, tanto da venir appellato con il titolo di "čedermac della Benecia".

## Biografia
Nato in una famiglia slovena di Lusevera il 24 luglio 1937, frequentò le scuole elementari italiane del paese e, su suggerimento di Mario Kont, continuò poi gli studi a Gorizia in una scuola con lingua d'insegnamento slovena. Kont, assieme a Izidor Predan e Vojmir Tedoldi, all'epoca animava il Fronte Democratico degli Sloveni (Demokratična fronta Slovencev), che invitava le famiglie delle Valli del Torre e del Natisone a iscrivere i figli alle scuole slovene di Gorizia, nonostante le intimidazioni dei circoli nazionalisti italiani locali (in loco era attiva l'organizzazione Gladio) e della stessa Chiesa cattolica. 
Successivamente si iscrisse alla Facoltà di Lettere dell'Università degli Studi di Trieste, dove si laureò nel 1968 con una tesi in geografia su "Aspetti geografici del fenomeno migratorio in nove Comuni della cosiddetta Slavia Friulana".
Nel 1955 costituì, assieme ad altri beneciani, il Circolo di Cultura Sloveno Ivan Trinko, ad un anno dalla morte del sacerdote, e ne fu il primo segretario ed in seguito presidente. Successivamente costituì a Lusevera il Centro di ricerche culturali e il museo etnografico. Fu tra i promotori, tra il 1972 e il 1973, della costituzione del Centro Studi Nediža. 
Lavorò come insegnante di italiano nelle scuole del territorio, e fu operatore culturale e organizzatore di eventi legati alla cultura e alla lingua slovena, anche nelle sue varianti dialettali. Fu tra i promotori dell'incontro tra popoli contermini Kamenica e del Dan emigranta (giorno dell'emigrante).
Fu attivo in campo politico locale, dapprima nel 1963 come candidato dei socialisti alle prime elezioni della Regione Friuli-Venezia Giulia dopo lo Statuto Autonomo e poi nel 1964 come amministratore a Lusevera e nella Comunità montana del Torre, in particolare durante gli anni del post-terremoto del Friuli. 
Per lunghi anni fu componente del comitato regionale della SKGZ (Unione Culturale Economica Slovena), dello SLORI (Istituto di ricerche sloveno) e della Biblioteca Nazionale Slovena e degli Studi di Trieste (Narodna in Študijška Knjižnica), di cui fu presidente dal 2001 al 2010.
Fu autore poetico dialettale, nella variante slovena della Val Torre. Pur essendo la Slavia Friulana il territorio idealmente più lontano dal centro culturale della Slovenia, vi fiorisce ugualmente la letteratura, come dimostrano i diversi autori presenti, tra i quali Guglielmo Cerno fu quello con maggior ispirazione lirica e che nelle sue metafore dimostrò maggior ricchezza linguistica e vitale. Sui testi delle sue poesie il sacerdote friulano Oreste Rosso scrisse due canti religiosi, che fanno parte del repertorio del coro per voci maschili "Barski oktet". 
Per la raccolta poetica Ko polno je noči ricevette nel 2013 il premio Vstajenje.
Fu uno dei principali artefici della conservazione della variante dialettale dello sloveno delle Valli del Torre, contribuendo - tra l'altro - al recupero della traduzione in dialetto di tre messali, dal titolo "Boava besieda", e alla realizzazione del volume "Il Glossario del dialetto del Torre di Jan Baudouin de Courtenay".
Nel 1998 ricevette la Medaglia d'onore della Repubblica di Slovenia per "l'arricchimento della vita culturale tra gli sloveni della Benecia e con esso per il mantenimento e consolidamento della loro coscienza nazionale".
Nel 2010 venne insignito della 10. edizione del Premio Štrekelj, per la sua opera di "tutela della slovenità, della lingua e della cultura slovena ai confini occidentali dello spazio etnico sloveno".
Il 24 luglio 2017, giorno del suo 80º compleanno, venne programmata una celebrazione in suo onore a Lusevera, organizzata dalla SKGZ e dal Circolo Ivan Trinko, ma non fu possibile realizzarla per la sua improvvisa scomparsa, il 22 luglio. 
Il 12 gennaio 2018 a Lusevera venne organizzata una manifestazione in suo onore, con la prima presentazione del libro sulla sua vita e le sue opere "Na izpostavljenem mestu", alla presenza dell'ex presidente della Slovenia Milan Kučan. Successivamente, nel 2018 e 2019, il libro venne presentato a Trieste, a Gorizia e in diverse località della Slovenia (Lubiana, Caporetto, Sesana, Postumia, Capodistria), mentre il settimanale Novi Matajur ne pubblicò a puntate la traduzione in italiano. 
Nel corso della visita ufficiale in Slavia veneta, nel 2020 la ministra della diaspora slovena Helena Jaklitsch, depose dei fiori sulla sua tomba, in segno di ringraziamento e riconoscenza per il suo operato.
Nel 2023 il regista Aljaž Škrlep presentò un documentario a lui dedicato, contenente interviste inedite risalenti ad alcuni anni prima della sua morte.

## Opere
- Aspetti geografici del fenomeno migratorio in nove comuni della cosiddetta "Slavia friulana" (1968)
- Lineamenti storico-culturali della Slavia Veneta (1974)
- Posvet o slovenskem šolstvu v Italiji : referati, prispevki in razprava (1976)
- Zgodovinsko-pravni vidiki Slovencev v Videmski pokrajini (1978)
- La scuola nella Benecia : problemi e proposte (1978)
- Posvititev cerkve : Bardo 6.7.1991 (1991)
- Boava besieda. Mašna berila za cierkve Terskih dolin (2000-2002)
- Besiede tele zemlje : proze in poezije v beneškem narečju (2004)
- Incontro con i poeti (2004)
- Terska dolina = Alta val Torre = Val de Tor : Terska dolina v besedi, sliki in pesmi Viljema Černa (2006)
- (IT, SL) Mons. Paskval Gujon v našem srcu = Mons. Pasquale Gujon dentro il nostro cuore, in Paskval Gujon, očak z Matajurja : poklon pokončnemu Čedermacu ob 100-letnici njegovega rojstva = Pasquale Gujon, il patriarca del Matajur : omaggio a un coraggioso difensore dei diritti della sua gente nel 100º anniversario della nascita, Cividale del Friuli - Caporetto, Most - Novi Matajur - Fundacija Poti miru v Posočju, 2009,  pp. 48-57, ISBN 978-88-96269-00-8.
- Ko pouno noći je sarce = Ko polno je noči srce = Co plen di gnot al è il cûr = Quando pieno di notte è il cuore, Gorizia - Cividale del Friuli, Goriška Mohorjeva družba - Circolo di cultura Ivan Trinko, 2013, ISBN 978-88-96632-35-2.
- Igor Tuta (a cura di), Na izpostavljenem mestu, Cividale del Friuli, Zadruga Novi Matajur, 2017, ISBN 978-88-95636-30-6.